# Gare d’Audun-le-Tiche
Gare d’Audun-le-Tiche vasútállomás Franciaországban, Audun-le-Tiche településen.

## Vasútvonalak
Az állomást az alábbi vasútvonalak érintik:
- d'Esch-sur-Alzette–Audun-le-Tiche-vasútvonal

## Kapcsolódó állomások
A vasútállomáshoz az alábbi állomások vannak a legközelebb:
- Esch-sur-Alzette vasútállomás (Esch-sur-Alzette vasútállomás, d'Esch-sur-Alzette–Audun-le-Tiche-vasútvonal)